# Hoofdklasse hockey heren 2023/24
Het seizoen 2023/24 was de 51e editie van de Nederlandse Heren Hoofdklasse Hockey. De reguliere competitie liep van september 2023 tot en met 11 mei 2023, met een winterstop tussen  november 2023 en maart 2024. Aansluitend, aan het eind van de reguliere competitie, volgden de play-offs om het landskampioenschap en promotie/degradatie. Het landskampioenschap werd op 26 mei 2024 beslist in het voordeel van Kampong dat in de finalewedstrijden te sterk was voor Rotterdam.
Schaerweijde eindigde op de laatste plaats in de reguliere competitie en degradeerde naar de Promotieklasse. HGC en Laren slaagden er niet in zich te handhaven in de Hoofdklasse en verloren nipt de zwaarbevochten promotie/degradie-play-offs tegen Hurley en SCHC.

## Clubs
| Club              | Plaats (Gemeente) | Accommodatie                | Coach                   |
| ----------------- | ----------------- | --------------------------- | ----------------------- |
| Amsterdam         | Amstelveen        | Wagener-stadion             | Taco van den Honert     |
| Bloemendaal       | Bloemendaal       | Sportpark 't Kopje          | Rick Mathijssen         |
| HGC               | Wassenaar         | Sportpark De Roggewoning    | Bram Lomans             |
| HDM               | Den Haag          | Sportcomplex Groenendaal    | Erik van Driel          |
| Den Bosch         | 's-Hertogenbosch  | Sportpark Oosterplas        | Nanco Jansonius         |
| Kampong           | Utrecht           | Sportpark Maarschalkerweerd | Tim Oudenaller          |
| Klein Zwitserland | Den Haag          | Sportpark Klein Zwitserland | Omar Schlingemann       |
| Laren             | Laren             | Sportpark Eemnesserweg      | Lucas Rey               |
| Oranje-Rood       | Eindhoven         | Sportpark Aalsterweg        | Jeroen Baart            |
| Pinoké            | Amstelveen        | Sportpark Amsterdamse Bos   | Jesse Mahieu            |
| Rotterdam         | Rotterdam         | Stadion Hazelaarweg         | Robin Rösch             |
| Schaerweijde      | Zeist             | Sportpark Krakelingsweg     | Albert Kees Manenschijn |

## Reguliere competitie

### Stand
| Pos | Team              | Wed | W  | G | V  | Ptn | DV | DT | +/− | Kwalificatie of degradatie              |
| --- | ----------------- | --- | -- | - | -- | --- | -- | -- | --- | --------------------------------------- |
| 1   | Bloemendaal       | 22  | 17 | 3 | 2  | 54  | 78 | 34 | +44 | Plaatsing play–offs en EHL              |
| 2   | Oranje-Rood       | 22  | 16 | 3 | 3  | 51  | 66 | 34 | +32 | Plaatsing play–offs                     |
| 3   | Kampong           | 22  | 15 | 2 | 5  | 47  | 63 | 32 | +31 | Plaatsing play–offs                     |
| 4   | Rotterdam         | 22  | 15 | 1 | 6  | 46  | 71 | 39 | +32 | Plaatsing play–offs                     |
| 5   | Pinoké            | 22  | 12 | 4 | 6  | 40  | 48 | 35 | +13 |                                         |
| 6   | Den Bosch         | 22  | 8  | 4 | 10 | 28  | 59 | 54 | +5  |                                         |
| 7   | Klein Zwitserland | 22  | 7  | 4 | 11 | 25  | 35 | 42 | −7  |                                         |
| 8   | Amsterdam         | 22  | 6  | 4 | 12 | 22  | 40 | 53 | −13 |                                         |
| 9   | HDM               | 22  | 5  | 6 | 11 | 21  | 43 | 59 | −16 |                                         |
| 10  | HGC               | 22  | 3  | 7 | 12 | 16  | 34 | 74 | −40 | Plaatsing promotie/degradatie play–offs |
| 11  | Laren             | 22  | 3  | 3 | 16 | 12  | 30 | 67 | −37 | Plaatsing promotie/degradatie play–offs |
| 12  | Schaerweijde      | 22  | 3  | 3 | 16 | 12  | 24 | 68 | −44 | Degradatie naar Promotieklasse          |

### Uitslagen
| Thuis \ Uit       | AMS | BLO | DB  | HDM | HGC  | KAM | KZ  | LAR | OR  | PIN | ROT | SCH |
| ----------------- | --- | --- | --- | --- | ---- | --- | --- | --- | --- | --- | --- | --- |
| Amsterdam         | —   | 0–1 | 1–1 | 5–2 | 0–1  | 0–1 | 1–4 | 2–1 | 2–3 | 1–4 | 2–4 | 5–0 |
| Bloemendaal       | 7–1 | —   | 2–1 | 9–2 | 1–1  | 3–1 | 2–0 | 5–2 | 3–3 | 3–2 | 4–2 | 7–1 |
| Den Bosch         | 3–3 | 2–3 | —   | 3–1 | 4–4  | 4–1 | 2–3 | 4–1 | 2–3 | 5–2 | 3–7 | 5–0 |
| HDM               | 1–1 | 2–4 | 1–2 | —   | 3–3  | 2–2 | 1–1 | 5–1 | 1–2 | 0–2 | 2–4 | 2–1 |
| HGC               | 3–3 | 2–6 | 2–4 | 1–3 | —    | 0–4 | 2–3 | 3–3 | 0–9 | 1–1 | 2–4 | 4–1 |
| Kampong           | 5–2 | 0–2 | 3–1 | 5–4 | 3–0  | —   | 0–1 | 6–1 | 2–3 | 2–0 | 1–0 | 2–1 |
| Klein Zwitserland | 0–1 | 3–5 | 2–1 | 1–1 | 1–2  | 2–2 | —   | 1–2 | 1–4 | 1–2 | 1–1 | 2–1 |
| Laren             | 1–2 | 1–2 | 3–1 | 2–4 | 2–1  | 2–7 | 1–2 | —   | 1–5 | 0–1 | 3–7 | 0–1 |
| Oranje-Rood       | 4–2 | 2–2 | 3–2 | 2–1 | 3–0  | 0–2 | 3–2 | 2–2 | —   | 1–2 | 6–3 | 3–1 |
| Pinoké            | 2–0 | 2–1 | 4–4 | 1–1 | 3–1  | 3–5 | 4–2 | 4–0 | 1–3 | —   | 2–1 | 4–0 |
| Rotterdam         | 4–2 | 4–2 | 2–1 | 4–0 | 12–0 | 1–2 | 1–0 | 1–0 | 2–1 | 2–1 | —   | 0–1 |
| Schaerweijde      | 1–4 | 0–4 | 3–4 | 3–4 | 1–1  | 0–7 | 3–2 | 1–1 | 0–1 | 1–1 | 3–5 | —   |

### Topscorers
| pos | Speler             | Club        | tot. | vd | sc | sb |
| --- | ------------------ | ----------- | ---- | -- | -- | -- |
| 1.  | Jip Janssen        | Kampong     | 24   | 1  | 20 | 3  |
| 2.  | Jeroen Hertzberger | Rotterdam   | 22   | 11 | 8  | 3  |
| 3.  | Boris Burkhardt    | Amsterdam   | 21   | 8  | 12 | 1  |
| 4.  | Timo Boers         | Den Bosch   | 18   | 1  | 15 | 2  |
| 5.  | Sam Lane           | Oranje-Rood | 15   | 7  | 8  | 0  |

## Play-offs

### Opzet
De play-off-opzet voor het landskampioenschap en de verdeling van de Euro Hockey League tickets was als volgt. De nummers 1 + 4 en 2 + 3 van de reguliere competitie speelden eerst een dubbele halve finale: zowel een thuis- als uitwedstrijd. Mocht na de tweede wedstrijd het aantal wedstrijdpunten, doelsaldo en doelpunten vóór van de twee wedstrijden opgeteld gelijk zijn, dan volgt direct na de tweede wedstrijd een shoot-out. De winnaar plaatste zich voor de finale. De nummer 1 van de reguliere competitie en de finalisten van de play-offs kregen allen een ticket voor de Euro Hockey League.

### Landskampioenschap en plaatsing Euro Hockey League
|  | Halve finale | Halve finale | Halve finale | Halve finale | Halve finale |   |             | Finale    | Finale    | Finale    | Finale    | Finale    |
|  |              |              |              |              |              |   |             |           |           |           |           |           |
|  | #1           | Bloemendaal  | 2            | 1            | 3            |   |             |           |           |           |           |           |
|  | #4           | Rotterdam    | 1            | 3            | 4            |   |             |           |           |           |           |           |
|  | #4           | Rotterdam    | 1            | 3            | 4            |   | #2          | Rotterdam | 1         | 2         | 3         |           |
|  |              |              |              |              |              |   | #2          | Rotterdam | 1         | 2         | 3         |           |
|  |              | #4           | Kampong      | 2            | 2            | 4 |             |           |           |           |           |           |
|  | #2           | #4           | Kampong      | 2            | 2            | 4 | Oranje-Rood | 0         | 2         | 2         |           |           |
|  | #2           |              |              |              |              |   | Oranje-Rood | 0         | 2         | 2         |           |           |
|  | #3           | Kampong      | 1            | 4            | 5            |   |             | 3e plaats | 3e plaats | 3e plaats | 3e plaats | 3e plaats |
|  |              |              |              |              |              |   |             |           |           |           |           |           |
|  |              |              |              |              |              |   |             |           |           |           |           |           |

#### Halve finale
Nummer 1 tegen 4
| 18 mei 2024 18:00   |         |                                | |
| Rotterdam           | 1–2     | Bloemendaal                    | Sportpark Hazelaarweg, Rotterdam Scheidsrechters: Mark Becholz Maarten Boxma Videoscheidsrechter: Coen van Bunge |
| Van der Heijden 14' | verslag | Hiebendaal 6' Van der Veen 41' | Sportpark Hazelaarweg, Rotterdam Scheidsrechters: Mark Becholz Maarten Boxma Videoscheidsrechter: Coen van Bunge |

| 20 mei 2024 14:00 |         |                                           | |
| Bloemendaal       | 1–3     | Rotterdam                                 | Sportpark 't Kopje, Bloemendaal Scheidsrechters: Pieter Hembrecht Thijs Retra Videoscheidsrechter: Sophie Bockelmann |
| Schut 7'          | verslag | Hortensius 3' Lucieer 21' Hoedemakers 60' | Sportpark 't Kopje, Bloemendaal Scheidsrechters: Pieter Hembrecht Thijs Retra Videoscheidsrechter: Sophie Bockelmann |

Nummer 2 tegen 3
| 18 mei 2024 14:00 |         |             | |
| Kampong           | 1–0     | Oranje-Rood | Sportpark Maarschalkerweerd, Utrecht Scheidsrechters: Jonas van 't Hek Paul van den Assum Videoscheidsrechter: Daniël Veerman |
| Marree 6'         | verslag |             | Sportpark Maarschalkerweerd, Utrecht Scheidsrechters: Jonas van 't Hek Paul van den Assum Videoscheidsrechter: Daniël Veerman |

| 20 mei 2024 18:00        |         |                                               | |
| Oranje-Rood              | 2–4     | Kampong                                       | Sportpark Aalsterweg, Eindhoven Scheidsrechters: Steven Bakker Michiel Otten Videoscheidsrechter: Lisette Baljon |
| Stockbroekx 11' Bams 55' | verslag | Van Bijnen 4' Janssen 25', 44' Telgenkamp 54' | Sportpark Aalsterweg, Eindhoven Scheidsrechters: Steven Bakker Michiel Otten Videoscheidsrechter: Lisette Baljon |

#### Finale
| 25 mei 2024 16:00 |         |                        | |
| Rotterdam         | 1–2     | Kampong                | Sportpark Hazelaarweg, Rotterdam Scheidsrechters: Daniël Veerman Michiel Otten Videoscheidsrechter: Lisette Baljon |
| Hertzberger 34'   | verslag | Lageman 7' Janssen 56' | Sportpark Hazelaarweg, Rotterdam Scheidsrechters: Daniël Veerman Michiel Otten Videoscheidsrechter: Lisette Baljon |

| 26 mei 2024 16:00 |         |                             | |
| Kampong           | 2–2     | Rotterdam                   | Sportpark Maarschalkerweerd, Utrecht Scheidsrechters: Coen van Bunge Jonas van 't Hek Videoscheidsrechter: Paul van den Assum |
| Janssen 5', 59'   | verslag | Hertzberger 10' Van Dam 22' | Sportpark Maarschalkerweerd, Utrecht Scheidsrechters: Coen van Bunge Jonas van 't Hek Videoscheidsrechter: Paul van den Assum |

### Promotie/degradatie
Nummer 10 Hoofdklasse tegen nummer 3 Promotieklasse
| 1 juni 2024 16:00          |         |                                       |                                                                                            |
| HGC                        | 3–4     | Hurley                                | Sportpark De Roggewoning, Wageningen Scheidsrechters: Marc van Tuijl Jacir Soares de Brito |
| Van Ass 46', 56' Figge 51' | verslag | Huisman 8' Voskuil 20' Aerts 22', 45' | Sportpark De Roggewoning, Wageningen Scheidsrechters: Marc van Tuijl Jacir Soares de Brito |

| 2 juni 2024 16:00 |         |                      |                                                                                  |
| Hurley            | 1–2     | HGC                  | Sportpark Amsterdamse Bos, Amsterdam Scheidsrechters: Maarten Boxma Xander Damen |
| Huisman 55'       | verslag | Figge 2' Van Ass 10' | Sportpark Amsterdamse Bos, Amsterdam Scheidsrechters: Maarten Boxma Xander Damen |
| Shoot-out         |         |                      | Sportpark Amsterdamse Bos, Amsterdam Scheidsrechters: Maarten Boxma Xander Damen |
|                   | 4–2     |                      | Sportpark Amsterdamse Bos, Amsterdam Scheidsrechters: Maarten Boxma Xander Damen |

Nummer 11 Hoofdklasse tegen nummer 2 Promotieklasse
| 1 juni 2024 16:00                    |         |                                         |                                                                           |
| Laren                                | 4–4     | SCHC                                    | Sportpark Eemnesserweg, Laren Scheidsrechters: Joep Everaers Joost Andela |
| Selles 1', 56' Bain 11' Schramel 58' | verslag | Jaspers 6' Sweering 34', 41' Terwel 49' | Sportpark Eemnesserweg, Laren Scheidsrechters: Joep Everaers Joost Andela |

| 2 juni 2024 16:00                                 |         |                                            |                                                                               |
| SCHC                                              | 5–4     | Laren                                      | Sportpark Kees Boekelaan, Utrecht Scheidsrechters: Pieter Hembrecht Bo Verwer |
| Terwel 7', 35' Hafkamp 24' Empey 32' Sweering 60' | verslag | Bain 8' Krüger 50' Schramel 55' Zarate 58' | Sportpark Kees Boekelaan, Utrecht Scheidsrechters: Pieter Hembrecht Bo Verwer |